# Google.by
Google.by — домен и сайт, до 2009 года принадлежавший белорусской компании ActiveMedia. Внешний вид сайта практически полностью повторял оригинальный дизайн домашней страницы Google, с небольшим исключением — контекстной рекламой на правой стороне страницы.
Сайт появился в 2003 году. Изначально он имел собственный интерфейс и собственную базу данных поиска, содержащую лишь несколько сотен белорусских сайтов. Позднее была реализована копия интерфейса Google, имеющая русскую и белорусскую версию (последняя содержала грамматическую ошибку в переводе). Введённый в форму запрос затем передавался настоящему поисковику.
По опубликованной в январе 2006 года информации EWeek представитель Google заявил, что их компания «не владеет, не оперирует и не контролирует» вышеуказанный сайт, а также что «Google знает о существовании сайта, и их правовой советник расследует данный вопрос». Однако из-за сложностей белорусской юридической системы никаких шагов в направлении закрытия сайта предпринято не было.
В декабре 2008 года дело о домене разбиралось в Верховном Суде Республики Беларусь, и решение было принято в пользу Google. Суд постановил отменить регистрацию этого домена, в результате чего в январе 2009 года Google смог зарегистрировать доменное имя google.by.